# 6486 Anitahill
6486 Anitahill è un asteroide della fascia principale. Scoperto nel 1991, presenta un'orbita caratterizzata da un semiasse maggiore pari a 2,3193899 au e da un'eccentricità di 0,0788722, inclinata di 6,29261° rispetto all'eclittica.